# ハメ・ファイバ
ハメ・ファイバ（Hame Faiva、1994年5月9日 - ）は、プレミアシップバースに所属するラグビーユニオン選手。

## プロフィール
- ニュージーランド・オークランド出身[1]。
- ポジションはフッカー(HO)。
- 身長 184cm、体重 118kg
- U20ニュージーランド代表に選ばれたことがある[2]。
- イタリア代表キャップは10（2024年3月現在）でラグビーワールドカップ2023のイタリア代表に選ばれた[3]。

## 略歴
ワイカト、ブルーズ、ベネットン、ウスター・ウォリアーズ、ハリケーンズを経て、2023年、バースに加入。 